# Bioarqueologia
La bioarqueologia és una disciplina que estudia diversos tipus de restes vegetals i animals procedents dels jaciments arqueològics: llavors, fruits, pol·len, espores, carbons, fitòlits, diatomees, petxines, ossos, banyes... La comunitat humana viu en relació dialèctica amb el seu entorn natural: transforma l'entorn natural i l'entorn li influeix. Així per a comprendre i interpretar la vida dels grups humans del passat, hem de recórrer a les disciplines bioarqueològiques. L'objectiu d'aquesta disciplines és analitzar i reconstruir les relacions socials, econòmiques i simbòliques de les societats humanes del passat a partir de les proves faunístiques i vegetals que aquestes comunitats van deixar.
La bioarqueologia agrupa les diverses especialitats arqueozoològiques i arqueobotàniques. Dins de l'arqueozoologia se solen diferenciar els estudis de malacofauna (petxines i cargols), ja sigui marina o terrestre), ictiofauna (peixos), herpetofauna (amfibis i rèptil), avifauna (ocells), insectívors, quiròpters i rosegadors (micromamífers), i macromamífers.
Dins de l'arqueobotànica hi ha principalment la palinologia, que analitza el pol·len de les plantes superiors i les espores de les plantes inferiors; la fitolitologia per als fitòlits; l'antracologia per a les fustes d'arbres i arbustos, i la paleocarpologia, que estudia les macrorestes de llavors i fruits, però hi ha altres especialitats, com ara l'anàlisi de fongs i diatomees.
Dins de la bioarqueologia també tenen cabuda l'estudi tecnològic de manufactures animals i vegetals com ara teixits, instruments i ornaments ossis i malacològics, estris i eines de fusta, impromtes vegetals, etc. La datació per isòtops radioactius de material orgànic i l'arqueologia experimental de paleocultius estan relacionats també amb la bioarqueologia.
Gràcies a la bioarqueologia es pot conèixer quin era l'entorn natural dels jaciments arqueològics i com s'alimentava la població que hi vivia. La bioarqueologia permet respondre qüestions com ara com s'aprofitaven i es consumien els recursos vegetals i animals a l'abast, com es transformava el medi natural, en quin paisatge es desenvolupaven les activitats de la vida diària, etc.